# Agustín Valera y Viaña
Agustín Valera y Viaña (n. Córdoba; 28 de agosto de 1801 - f. Córdoba; 30 de septiembre de 1879) fue un militar español miembro de la Real Academia de Ciencias Exactas, Físicas y Naturales. Alcanzó el grado de coronel de Infantería y teniente coronel de Artillería y secretario de la Junta Superior Facultativa de este Cuerpo.

## Biografía
Hermano de José Valera y Viaña, padre del escritor Juan Valera, y de Antonio Valera y Viaña, diputado a Cortes en 1837.